# Maria Àngels Sanahuja Pons
Maria Àngels Sanahuja Pons (Barcelona, setembre de 1948) és una empresària catalana, promotora immobiliària i mecenes de la salut pública.
Ha realitzat estudis econòmics als Estats Units. Va heretar l'empresa constructora del seu pare, Romà Sanahuja Bosch, que va arribar a ser un dels principals empresaris immobiliaris a Barcelona. És consellera delegada i administradora única de diferents societats del grup Sanahuja, totes dedicades a la promoció immobiliària. És vídua d'Antoni Roca Lluch.

## Mecenatge
Sanahuja és cofundadora de Lliga Catalana d'Ajuda Oncològica – Oncolliga, una fundació que, des de 2004, dona suport i assistència a les persones que pateixen càncer i a les seves famílies o persones cuidadores, atenent-los en aspectes que no estan coberts per la sanitat pública.
Sanahuja, que havia estat pacient de Josep Baselga, aleshores director de la Unitat de Patologia Mamaria de l'Hospital de la Vall d'Hebron de Barcelona, va fer donació de 4,4 milions d'euros per construir una nova unitat de càncer de mama en aquell centre, amb la intenció de fer-ne un referent mundial de totes les àrees d'atenció a les pacients afectades per aquesta malaltia En el projecte, amb el nom d'Endavant i de Cara, i que Sanahuja va dedicar a la memòria dels seus pares, també participa la Fundació d'Estudis i Investigació Oncològica (FERO), que estava presidida per Leopoldo Rodés. El centre va dissenyar-se prenent com a model alguns hospitals de referència dels Estats Units i va inaugurar-se l'abril de 2008.
Per la seva tasca de mecenatge, el 27 de maig de 2008 va rebre la Medalla i la Placa Josep Trueta 2007 al mèrit sanitàri.